# フェアリー スピアフィッシュ
スピアフィッシュ
飛行するスピアフィッシュ (1945年撮影)
- 用途：雷撃機、急降下爆撃機
- 分類：艦上攻撃機
- 製造者：フェアリー・エイヴィエーション社
- 運用者： イギリス（イギリス海軍(航空隊)）
- 初飛行：1945年7月5日
- 生産数：5機
- 運用状況：開発中止

スピアフィッシュ（Fairey Spearfish ）は、第二次世界大戦末期にフェアリー社がイギリス海軍向けに試作した雷撃機。
愛称の「スピアフィッシュ (Spearfish)」は、フウライカジキの意。イギリス海軍が保有した単発機のうち、最も大型なエンジンを搭載した機である。

## 概要
イギリス海軍本部はバラクーダの後継機開発目的とした仕様書O.5/43を作成し、フェアリー・アビエーションはスピアフィッシュを設計した。
スピアフィッシュ（「フウライカジキ」の意味）は、腹部に大型爆弾倉を設けた全幅18m、全備重量10tの大型機で、当時建造予定だったジブラルタル級大型空母の専用機として運用される予定だった。また、フェアリー バラクーダは、対潜水艦レーダーを搭載した時に縦軸の安定性が問題となっていたが、スピアフィッシュではASV対潜レーダーを内蔵させることで解決し、バラクーダより強力なエンジンを積むことによりアンダーパワーを解消しようとした。
しかし、このエンジンが不具合を起こした為開発が遅延し、スピアフィッシュの初飛行は1945年7月5日となってしまった。そして、第二次世界大戦の終戦とともに大型空母建造計画も中止され、搭載予定だったスピアフィッシュは生産中止となった。結局、研究目的で4機が製造された。1952年まで実験飛行部隊等で飛行していた。

## 開発経緯
フェアリー スピアフィッシュは、1943年に出された仕様O.5/43により開発された艦上雷撃機である。これは、フェアリー バラクーダ の後継となる多用途艦上攻撃機を要求したもので、フェアリー社では雷撃、急降下爆撃以外にも様々な用途に使用できることを目的に開発を進めた。
開発された機体には、それまでのイギリスの雷撃機と異なり腹部に大型の爆弾倉が設けられた。ここには、魚雷1本、225Kg爆弾4発、910Kg爆弾1発、爆雷4発などの兵装の他、増加燃料タンクを装備することができた。また、急降下爆撃用の投弾装置も備えていた。固定武装は翼内に12.7mm機銃2丁と背部に12.7mm連装引き込み式銃塔（リモートコントロール式）が設けられていた。また、MK15水上捜索レーダーが、胴体後部下面に引き込み式に装備されていた。また、エンジンには最大出力約2600hpのブリストル・セントーラスを搭載し、これにロートル5翅プロペラを組み合わせていた。
これだけの装備を詰め込んだ為機体は全幅18m全備重量10tにもなる巨体となったが、本機は当時建造計画中の大型空母ジブラルタル級専用の搭載機を目指していた為、機体の大きさはそれ程問題にされなかった。そして、極東向けの雷撃機として8機の試作発注を受け、続けて152機の量産機も発注された。
しかし、セントーラス発動機の開発に手間取った為に機体の開発が遅延し、試作1号機が初飛行したのは1945年7月で既に極東方面の終戦も間近に迫っていた。この為、ジブラルタル級空母の建造計画は中止となり、搭載予定だったスピアフィッシュの量産発注も対日戦終戦とともにキャンセルとなった。
しかし、試作機の製作は量産キャンセル後も続けられ、1947年までに全部で4機の試作機が完成した。これらは、フェアリー社内や海軍の実験部隊で様々な試験に用いられていた。この内1機は、1952年夏まで飛行していた。

## 仕様
- 全長：13.54 m
- 全幅：18.36 m
- 全高：4.11 m
- 機体重量：6,895 kg
- 全備重量：10,017 kg
- エンジン：ブリストル・セントーラス57 空冷18気筒レシプロエンジン×1基(出力2,320 hp)
- 最大速度：470 km/h
- 上昇限度：7,620 m
- 航続距離：1,670 km
- 武装
  - 魚雷 × 1 または爆弾910 kgまたはRP-3ロケット弾 × 16発
  - 12.7mm機銃×4(2門が主翼に、他2門はフレイザーナッシュFN95遠隔操作式銃塔に装備)
- 乗員 2名